# DB-Baureihe 42.90
Die Baureihe 42.90 der Deutschen Bundesbahn waren Dampflokomotiven für den Güterzugdienst, die versuchsweise als Franco-Crosti-Lokomotive umgebaut wurden.

## Geschichte
Die Firma Henschel rüstete 1951 die Lokomotiven 52 893 und 52 894 mit Franco-Crosti-Vorwärmkessel aus. Wegen der dabei erhöhten Achslast wurden die Fahrzeuge in die Baureihe 42.90 eingereiht und mit den Betriebsnummern 42 9000 und 42 9001 versehen.
Nach der Fertigstellung wurden die Lokomotiven bis 1952 vom Eisenbahnversuchsamt in Minden erprobt. Dabei wurde eine Brennstoffersparnis von circa 15 % gegenüber der Ursprungs-Baureihe 52 festgestellt. Die gesammelten Erfahrungen flossen in die Franco-Crosti Kessel der DB-Baureihe 50.40 ein.
Von 1952 bis 1958 wurden sie vom Bw Bingerbrück eingesetzt. Anschließend waren sie im Bw Oberlahnstein beheimatet, bis sie spätestens 1960 außer Dienst gestellt wurden. Die kurze Betriebszeit von maximal neun Dienstjahren war hauptsächlich dadurch begründet, dass die zusätzlich verbauten Vorwärmkessel unter erheblicher Korrosion litten, was Unterhalt und Wartung zu sehr verteuerte.

## Technische Besonderheiten
Zum Vorwärmen des Speisewassers wurden rechts und links unter dem Langkessel der Maschinen zwei Vorwärmkessel angebracht. Die Rauchgase wurden in der Rauchkammer nach unten in die Vorwärmkessel umgeleitet. Zwei zusätzliche Schornsteine leiteten die Rauchgase zusammen mit dem Abdampf der Zylinder ins Freie. Sie waren seitlich neben dem Langkessel in Höhe der dritten Kuppelachse angebaut. Der bereits vorhandene Schornstein vorne auf der Rauchkammer wurde beibehalten. Er diente nur noch im Stillstand zum Anheizen. Während der Fahrt wurde er stillgelegt und mit einer Klappe verschlossen. Damit hatten die 42.90 als Besonderheit drei Schornsteine pro Lokomotive. Die beiden seitlichen Schornsteine trugen der 42.90 in Eisenbahnerkreisen den Spitznamen Osterhase ein. 
Anfangs wurden die beiden Lokomotiven ohne Windleitbleche gefahren. Allerdings drang aus den seitlichen Schornsteinen Rauchgase in den Führerstand ein, was für das fahrende Personal auf Dauer untragbar war. Noch 1951 erhielten die Lokomotiven große Windleitbleche und Windabweiser auf dem Führerstanddach. Die seitlichen Schornsteine erhielten später zusätzliche Windleitbleche. Die weitere Technik der beiden Fahrzeuge entsprach der Baureihe 52. Sie waren mit einem Schlepptender der Bauart 2’2’ T 30 ausgestattet.